# Angiolo Del Punta
Angiolo Del Punta (Casciavola, 1813 – Pisa, 27 settembre 1881) è stato un avvocato e politico italiano.

## Biografia
Nacque nel 1813 da Tommaso Del Punta, proprietario terriero che fu gonfaloniere del comune di Cascina.
Angiolo (o Angelo) Del Punta studiò giurisprudenza all'Università di Pisa, avendo come docenti i professori Giovanni Carmignani e Federigo Del Rosso, e intraprese la carriera di avvocato. Fu l'ultimo gonfaloniere della città di Pisa e il suo primo sindaco, negli anni immediatamente successivi all'annessione del Granducato di Toscana al Regno di Sardegna.
Di idee liberali, fu protagonista della politica della città toscana per oltre trent'anni, ricoprendo anche i ruoli di presidente del Consiglio provinciale , di consigliere provinciale, di deputato provinciale e consigliere comunale, in questi ultimi due incarichi fino alla propria morte.
Amministratore stimato, per molti anni fu anche segretario all'Ufficio dei fiumi e fossi e operaio del Regio Conservatorio di Sant'Anna.
Nel 1854 fu tra i promotori insieme a Francesco Ruschi, a Luigi Serristori, al conte Andrea Agostini della Seta e all’avvocato Robustiano Morosoli, della Cassa di credito fondiario di Pisa, braccio finanziario dei proprietari terrieri del circondario.
Colto da un malore improvviso la sera del 26 settembre del 1881, spirò alle ore 6 del mattino del giorno dopo, all'età di 68 anni Al suo funerale, molto partecipato da parte delle varie autorità civili e militari e del popolo, pronunciò un discorso di cordoglio il sindaco Tommaso Simonelli, prima della sepoltura presso il Cimitero Suburbano di Pisa.

## Opere
- Angiolo Del Punta, Parole lette al banchetto del dì 18 febbraio 1864 terzo centenario della nascita di Galileo Galilei, Pisa, Tipografia Nistri, 1864.